# Tipula (Eumicrotipula) tunguraguana
Tipula (Eumicrotipula) tunguraguana is een tweevleugelige uit de familie langpootmuggen (Tipulidae). De soort komt voor in het Neotropisch gebied.